# Maerua caffra
Maerua caffra är en kaprisväxtart som först beskrevs av Dc., och fick sitt nu gällande namn av Ferdinand Albin Pax. Maerua caffra ingår i släktet Maerua och familjen kaprisväxter. Inga underarter finns listade i Catalogue of Life.